# Дар'їнська селищна адміністрація
Дар'ї́нська селищна адміністрація (каз. Дәрия кенттік әкімдігі, рос. Жамбылская поселковая администрация) — адміністративна одиниця у складі Шетського району Карагандинської області Казахстану. Адміністративний центр та єдиний населений пункт — селище Дар'їнський.
Населення — 477 осіб (2021; 825 у 2009, 1005 у 1999, 1313 у 1989).
Станом на 1989 рік існувала Дар'їнська селищна рада (смт Дар'їнський, села Актюбе, Сулу-Мадіне). Пізніше село Актобе було передане до складу Бурминського сільського округу, а село Сулумадіне — до складу Краснополянського сільського округу.